# بئر عمامة
بئر عمامة عمادة صغيرة تتبع معتمدية [بئر الحفي] من ولاية سيدي بوزيد من الجمهورية التونسية. تضم حوالي 3000 نسمة. انفصل عن هذه العمادة 4 عمادات أخرى هي رحّال، السّلامة، ورغة بئر بوصبيع.
[بئر عمامة] منطقة فلاحية بالأساس تتميّز بكثرة الآبار العميقة والفلاّحين الصغار.
عُرفت أيضا بعراقة المدرسة الابتدائية بها التي افتتحت في [غرّة مارس 1958] على الساعة الثامنة صباحا . إذ وقع الشروع في بنائها يوم 22 فيفري (شباط\فبراير) 1957 واكتملت يوم 20 جانفي (يناير\كانون الثاني) 1958. وقد كانت تلك المدرسة تحتوي على قسمين للتعليم وبيت صغير لسكن المعلمين وقتيّا . وقد تبرّع بالأرض السّادة الأخضر بن محمد بن بلقاسم وإخوته من أهالي الجهة.  
من مؤسّسي هذه المدرسة[عبد الله بن عثمان]، [بلقاسم بن حمودة]، [البرني بن محمد الطّيب]، [صالح بن أحمد]، [صالح بن الطّيب] و[الأزهر بن أحمد] والعديد من سكان الجهة.
يحتوي مركز عمادة بئر عمامة على مركز إشعاع فلاحي متوقف عن العمل منذ حوالي سنة 2000، جامع للصلاة خال من الأبواب والشبابيك. علاوة على مستوصف صغير وعدد ضئيل من الدكاكين لبيع المواد الغذائية وللحدادة.
تتميز المنطقة بعراقتها وتاريخها فبئرها كانت ينبوع ماء يروي ضمأ العديد من القرى.